# Santiago (Sesimbra)
A Freguesia de Santiago, ou de Sesimbra (Santiago) em termos legais, é uma freguesia portuguesa do Município de Sesimbra, com 1,99 km² de área e 4083 habitantes (censo de 2021), tendo, por isso, uma densidade populacional de 2 051,8 hab./km². 
Corresponde ao núcleo central da vila de Sesimbra.
Os seus naturais são conhecidos como "Pexitos".

## Demografia
A população registada nos censos foi:
| Ano  | 0-14 Anos | 15-24 Anos | 25-64 Anos | > 65 Anos |
| 2001 | 570       | 809        | 2910       | 1504      |
| 2011 | 381       | 415        | 2495       | 1550      |
| 2021 | 344       | 289        | 1888       | 1562      |

## Património
- Forte de Santiago ou Fortaleza de Santiago
- Pelourinho de Sesimbra
- Capela e Hospital do Espírito Santo dos Mareantes
- Casa do Bispo
- Igreja Matriz de Santiago